# Parque de El Capricho

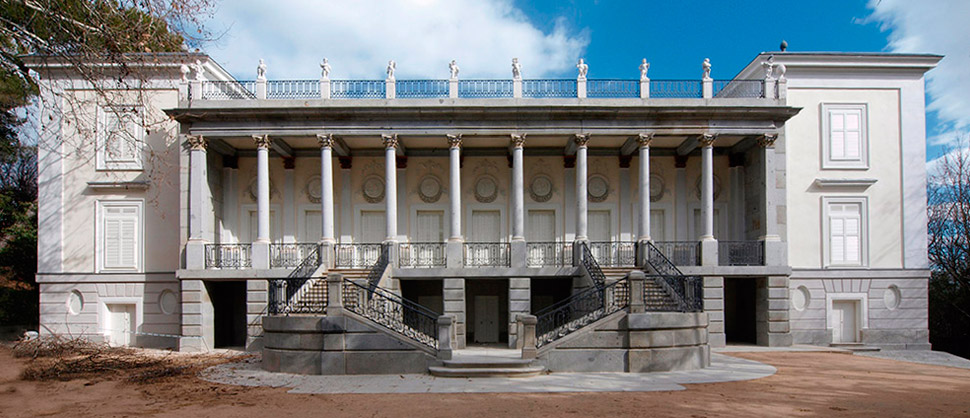
Palacio Duquesa de Osuna

Parque de El Capricho ist eine Parkanlage im Nordosten von Madrid, gelegen im Stadtbezirk Barajas. Die grüne Zone wurde in den Jahren 1787 bis 1839 im Auftrag von María Josefa Pimentel y Téllez-Girón, (Condesa-Duquesa de Benavente y duquesa de Osuna) errichtet. Der Name leitet sich von den vielen kleinen Bauwerken ab (eng. Folly).

## Geschichte

Plan

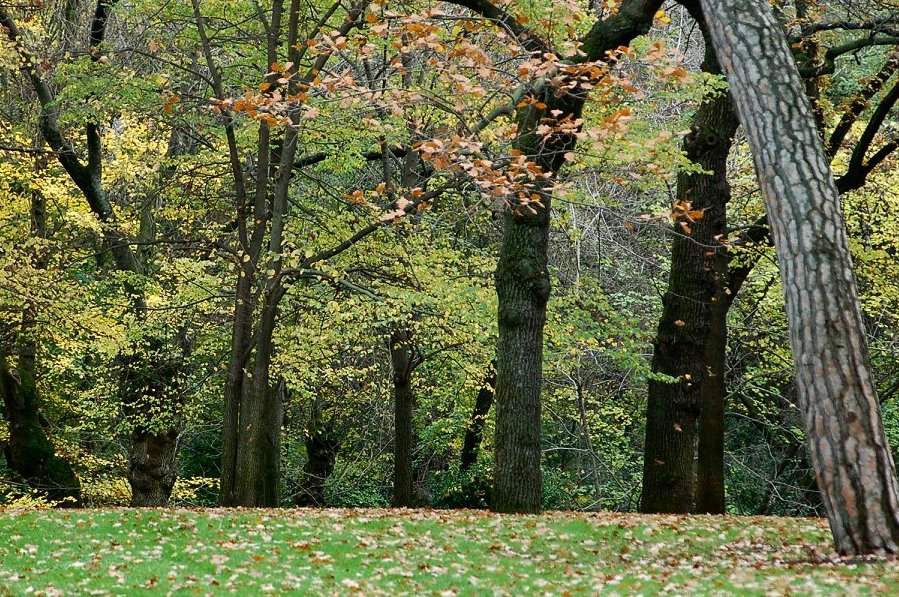

Nach dem Tod der Herzogin 1834 erbte der erste Enkel des Herzogtums Osuna Pedro Alcántara die Parkanlage mit einer Fläche von 14 Hektar und vollendete 1839 das Lebenswerk der Duquesa. Nach seinem frühen Tod 1844 ging die Verwaltung – da kinderlos – an seinen Bruder Mariano Téllez-Girón über. Bedingt durch seine verschwenderische und exzentrische Lebensweise (er richtete hier spektakuläre Feste für Mitglieder der Aristokratie aus), verloren er und seine Familie dieses Anwesen, so dass es 16 Jahre nach seinem Tod versteigert wurde, um die aufgelaufenen Schulden zu begleichen. Die aus Paris stammende jüdische Bankiersfamilie Baüer Landauer mit Sitz im Zentrum von Madrid erwarb so 1896 das Anwesen. Der Sohn Gustavo Baüer Morpurgo verstarb am 23. November 1916 im Palast von Osuna an Diabetes. Seit dem Untergang der Geschäftsfamilie ab 1931 beherbergte der Palast die Auflösungsgesellschaft unter Leitung des zweitgeborenen Eduardo Baüer Landauer. 1932 wurde die Anlage zum historischen Garten erklärt. Der Besitzer verhinderte 1934 den Ankauf durch die Stadtverwaltung, indem er den Verkaufspreis willkürlich auf das Doppelte des Schätzwertes festsetze. So verblieb es im Besitz der Familie, bis der Park im November 1936 kurz nach Beginn des Bürgerkrieges in die Hände des republikanischen Generals José Miaja fiel.
Während des spanischen Bürgerkrieges (1936–1939) wurde El Capricho Sitz der Zentralen Armee, die ein Netzwerk von Bunkern mit Lüftungsschächten, die durch den gesamten Garten verlaufen, errichtete. 1943 wurde es zum künstlerischen Garten deklariert. Nach dem Krieg ging das Anwesen durch die Hände mehrerer Immobilienspekulanten, bis im Jahre 1974 die Stadtverwaltung von Madrid den Park erwarb und eine mehrjährige Restaurierung einleitete.
Die Landschaft von "El Capricho" ist in drei Arten von klassischen Gärten angelegt und teilt sich in einen französischen, englischen und den italienischen Garten auf, der zugleich den ältesten Teil des Parks darstellt.
Nach der Restaurierung konnte der Park im Jahr 1999 der Öffentlichkeit wieder zugänglich gemacht werden. 2001 erhielt der Parque de El Capricho den Europa-Nostra-Preis. Er ist wochentags für Publikumsverkehr geschlossen. Der Bunker kann nur nach Anmeldung besucht werden. 